# Zmarli we wrześniu 2016

## Wrzesień 2016
- 30 września
  - Oscar Brand – amerykański muzyk folkowy[1]
  - Bernardo Caprotti – włoski przedsiębiorca[2][3]
  - Hanoi Hannah – wietnamska dziennikarka, propagandystka[4]
  - Jerzy Matysiak – polski aktor, rekwizytor oraz kaskader filmowy[5]
  - Norbert Mnich – polski tenisista stołowy, reprezentant Polski[6]
  - Mike Towell – brytyjski bokser[7]
- 29 września
  - Ángel Guastella – argentyński rugbysta, trener i działacz sportowy[8]
- 28 września
  - Józef Bogucki – polski nauczyciel, uczestnik II wojny światowej, kawaler orderów[9]
  - Ann Emery – brytyjska aktorka[10]
  - Werner Friese – niemiecki piłkarz[11]
  - Gary Glasberg – amerykański scenarzysta, jeden z twórców serialu Agenci NCIS[12]
  - Gloria Naylor – amerykańska pisarka[13]
  - Agnes Nixon – amerykańska producentka telewizyjna i scenarzystka[14]
  - Szimon Peres – izraelski polityk, prezydent i premier państwa Izraela, laureat Pokojowej Nagrody Nobla[15]
- 27 września
  - Dżamszid Amuzegar – irański polityk, premier Iranu w latach 1977–1978[16]
  - Stefan Bożym – polski dyplomata, ambasador PRL w Syrii (1972–1976)[17]
  - Jacob Buksti – duński polityk i nauczyciel akademicki, minister transportu (2000–2001)[18]
  - Zofia Jaremko-Pytowska – polska pisarka, krytyk literacki, tłumaczka[19]
  - Jean-Louis Ravelomanantsoa – madagaskarski lekkoatleta[20]
  - Charles Schultze – amerykański ekonomista[21]
  - Alojzy Twardecki – polski pisarz i wykładowca akademicki[22]
- 26 września
  - Antoni Cybulski – polski poeta, krytyk literacki i publicysta[23]
  - Mark Dworecki – rosyjski szachista[24]
  - Giacomo Fornoni – włoski kolarz[25]
  - Jack Kirrane – amerykański hokeista[26]
  - Herschell Gordon Lewis – amerykański reżyser i producent filmowy[27]
  - Henryk Mąka – polski pisarz, reportażysta i publicysta[28]
  - Milt Moss – amerykański aktor komiczny[29]
  - Zdzisław Raczek – polski koszykarz, zawodnik reprezentacji Polski[30]
  - Jackie Sewell – angielski piłkarz[31]
  - Charles R. Walgreen III – amerykański przedsiębiorca, szef zarządu The Walgreen Company[32]
- 25 września
  - Jerzy Bogusz – polski informatyk, działacz konspiracji niepodległościowej w czasie II wojny światowej, więzień niemieckich obozów koncentracyjnych[33]
  - Henning Enoksen – duński piłkarz[34]
  - José Fernández – kubański baseballista[35]
  - Nahid Hattar – jordański pisarz, dziennikarz, karykaturzysta i działacz polityczny[36]
  - Leszek Kajzer – polski archeolog, prof. dr hab.[37]
  - Kashif – amerykański multiinstrumentalista, piosenkarz, kompozytor, autor piosenek i producent muzyczny[38]
  - Czesław Mirowski – polski żołnierz, pułkownik WP w stanie spoczynku, kawaler Orderu Virtuti Militari[39]
  - David Padilla – boliwijski polityk[40]
  - Arnold Palmer – amerykański golfista[41]
  - Zygmunt Pietrzak – polski działacz kulturalny, popularyzator muzyki, kawaler orderów[42]
  - Jean Shepard – amerykańska piosenkarka country[43]
  - Marek Siemaszko – polski fizyk, profesor Uniwersytetu Śląskiego w Katowicach[44][45]
  - Joseph Sitruk – francuski duchowny żydowski, naczelny rabin Francji[46]
  - Mirosław Skrzypkowski – polski fotograf[47]
- 24 września
  - Mel Charles – walijski piłkarz[48]
  - Giennadij Cypkałow – ługański działacz polityczny, premier samozwańczej Ługańskiej Republiki Ludowej[49]
  - Andrzej Gaweł – polski kajakarz, medalista Mistrzostw Polski w slalomie i zjeździe[50]
  - Władimir Kuźmiczow – rosyjski piłkarz[51]
  - Bill Mollison – australijski badacz, autor, naukowiec, wykładowca i naturalista[52]
  - Bill Nunn – amerykański aktor[53]
  - Iwona Pieniążek-Ambroziak – polska kajakarka, wielokrotna medalistka Mistrzostw Polski[54]
  - Matti Pulli – fiński trener skoków narciarskich[55]
  - Jacek Andrzej Rossakiewicz – polski malarz, teoretyk sztuki, filozof, architekt wnętrz i publicysta[56]
  - Kazimierz Szmidt – polski piłkarz[57]
  - Buckwheat Zydeco – amerykański akordeonista[58]
- 23 września
  - Marcel Artelesa – francuski piłkarz[59]
  - Max Mannheimer – niemiecki malarz, działacz społeczny, więzień KL Dachau[60]
  - David Mitzner – polsko-amerykański przedsiębiorca pochodzenia żydowskiego[61]
  - Karol Nowakowski – polski dyplomata i urzędnik, ambasador w Norwegii (1980–1984, 1988–1991)[62]
  - Herman Joseph Sahadat Pandoyoputro – indonezyjski duchowny katolicki, biskup[63]
  - Michel Rousseau – francuski kolarz torowy[64]
  - Andrzej Tarkowski – polski biolog[65]
- 22 września
  - Kjell Albin Abrahamson – szwedzki dziennikarz, korespondent Sveriges Radio w Warszawie[66][67]
  - Georges Fonghoro – malijski duchowny katolicki, biskup[68]
  - Hans von Keler – niemiecki duchowny i teolog luterański. Biskup krajowy Wirtembergii w latach 1979–1987[69]
  - Piotr Pożyczka – polski bokser, trener bokserki[70]
  - Jerzy Szczepkowski – polski weteran II wojny światowej, żołnierz polskiej 1. Dywizji Grenadierów, kawaler Orderu Legii Honorowej[71][72]
- 21 września
  - Mahmadu Alphajor Bah – sierraleoński piłkarz[73].
  - Leonidas Donskis – litewski filozof, polityk, eurodeputowany[74]
  - John D. Loudermilk – amerykański piosenkarz i gitarzysta country[75]
  - Jan Stęszewski – polski muzykolog i etnomuzykolog, prezes Związku Kompozytorów Polskich[76]
  - Maciej Trzeciak – polski urzędnik państwowy, podsekretarz stanu w Ministerstwie Środowiska[77]
  - Władysław Zachariasiewicz – polski działacz społeczno-polityczny Polonii amerykańskiej, weteran II wojny światowej[78]
- 20 września
  - Bill Barrett – amerykański polityk Partii Republikańskiej[79]
  - Jean Chabbert – francuski duchowny katolicki, arcybiskup[80]
  - Peter Leo Gerety – amerykański duchowny katolicki, arcybiskup[81]
  - Curtis Hanson – amerykański reżyser, scenarzysta i producent filmowy, laureat Oscara[82]
  - Janusz Kozłowski – polski kontrabasista jazzowy[83]
- 19 września
  - Bobby Breen – amerykański aktor[84]
  - Tadeusz Burakowski – polski specjalista budowy i eksploatacji maszyn, prof. dr hab. inż.[85][86]
  - Jerzy Galica – polski fizyk, profesor Instytutu Fizyki Molekularnej PAN[87][88]
  - Mieczysław Pałasiński – polski specjalista technologii żywności i żywienia, prof. zw. dr hab.[89][90]
  - Allister Sparks – południowoafrykański pisarz, dziennikarz[91]
  - Jewgienij Żylin – ukraiński separatysta, uczestnik prorosyjskich wystąpień w Charkowie i Kijowie[92]
- 18 września
  - Clay Martin Croker – amerykański aktor, animator[93]
  - Heinz Hankammer – niemiecki przedsiębiorca, założyciel firmy Brita[94]
  - Andrzej Herman – polski ekonomista, prof. dr hab.[95][96]
  - David Kyle(inne języki) – amerykański pisarz[97]
  - Jerzy Piłat – polski specjalista budownictwa, profesor Politechniki Warszawskiej[98][99]
  - Andrij Taranow – ukraiński działacz państwowy, generał[100]
  - Tadeusz Zasępa – polski duchowny rzymskokatolicki, prof. dr hab., rektor Katolickiego Uniwersytetu w Rużomberku[101]
- 17 września
  - Theodore Wilbur Anderson – amerykański matematyk i statystyk; współautor Testu Andersona-Darlinga[102]
  - Charmian Carr – amerykańska aktorka[103]
  - Bahman Golbarnejhad – irański kolarz, paraolimpijczyk z igrzysk w Londynie i Rio de Janeiro[104]
  - Roman Iwanyczuk – ukraiński pisarz[105]
  - Carmelo Morelos – filipiński duchowny katolicki, arcybiskup[106]
  - Marian Morawczyński – polski historyk, nauczyciel i działacz społeczny, kawaler orderów[107]
  - Sigvard Parling – szwedzki piłkarz[108]
  - Jerzy Prywer – polski specjalista budowy i eksploatacji maszyn, profesor nadzwyczajny Politechniki Łódzkiej[109][110]
- 16 września
  - Tarık Akan – turecki aktor[111]
  - Edward Albee – amerykański dramaturg, laureat Nagrody Pulitzera[112]
  - Gabriele Amorth – włoski duchowny rzymskokatolicki, egzorcysta, pisarz[113]
  - Carlo Azeglio Ciampi – włoski polityk, prezydent Włoch w latach 1999–2006[114]
  - Waldemar Dziki – polski reżyser i producent filmowy[115]
  - Edmund Kuc – polski działacz na rzecz transportu drogowego[116]
  - Teodoro González de León – meksykański architekt[117]
  - António Monteiro – kabowerdyjski polityk, prezydent Republiki Zielonego Przylądka w latach 1991–2001[118]
  - Danuta Paprowicz-Michno – polska projektantka tkanin[119]
  - Marian Rutkowski – polski chemik, żołnierz Armii Krajowej i Brygady Świętokrzyskiej[120]
  - Hovhannes Tcholakian – ormiański duchowny katolicki, archieparcha Konstantynopola[121]
  - Kazimierz Mieczysław Ujazdowski – polski polityk, adwokat, brydżysta[122]
- 15 września
  - Rose Mofford – amerykańska polityk Partii Demokratycznej[123]
  - Eugeniusz Szleper – polski dyplomata, ambasador PRL w Peru[124]
- 14 września
  - Walerij Abramow – radziecki lekkoatleta[125]
  - Szymon Barna – polski geodeta i fotograf[126]
  - Krystyna Długosz-Kurczabowa – polski filolog[127]
  - Jan Glinczewski – polski działacz społeczny, kawaler orderów[128]
  - Wacław Edward Kotuszewski – polski działacz kombatancki, kawaler orderów[129]
  - Tadeusz Łapiński – polski grafik działający w USA[130]
  - Kim McGuire – amerykańska aktorka[131]
  - Andrzej Serediuk – polski kolarz, medalista mistrzostw świata[132]
  - Krystyna Wolińska-Preyzner – polska autorka tekstów piosenek[133]
- 13 września
  - Artiom Biezrodny – rosyjski piłkarz pochodzenia ukraińskiego[134]
  - Jack Hofsiss – amerykański reżyser[135]
  - Krzysztof Raczkowiak – polski fotoreporter[136]
  - Jonathan Riley-Smith – brytyjski historyk, mediewista[137]
  - Kazimierz Zakrzewski – polski profesor nauk technicznych[138]
- 12 września
  - Sándor Csoóri – węgierski pisarz[139]
  - Wojciech Kaczmarek – polski żużlowiec[140]
  - Arquimínio Rodrigues da Costa – portugalski duchowny katolicki, biskup[141]
  - Krzysztof Wrzesiński – polski samorządowiec, wieloletni burmistrz Lubrańca[142]
- 11 września
  - Alexis Arquette – amerykańska aktorka[143]
  - Beryl Crockford – brytyjska wioślarka, mistrzyni świata (1985)[144]
  - Eugeniusz Danicki – polski elektronik, profesor zwyczajny Instytutu Podstawowych Problemów Techniki PAN[145][146]
  - Ben Idrissa Dermé – burkiński piłkarz[147]
  - Ryszard Semka – polski architekt[148]
  - Jerzy Strzelecki – polski ekonomista, podsekretarz stanu w Ministerstwie Przekształceń Własnościowych[149]
  - Ricky Tosso – peruwiański aktor[150]
  - Wanda Ważewska-Riesenkampf – polska metalurg, prof. dr hab. inż.[151][152]
  - Lyn Wilde – amerykańska aktorka[153]
- 10 września
  - Marcin Ganczarczyk – polski pilot, medalista mistrzostw Polski w akrobacji samolotowej Advance[154][155]
  - Andrzej Kozłowski – polski specjalista z zakresu aparatów i urządzeń elektrycznych oraz trakcji elektrycznej[156]
  - Edmund Pawlak – polski inżynier, polityk i dyplomata[157][158]
- 9 września
  - Kazimierz Czekaj – polski samorządowiec, radny Sejmiku województwa małopolskiego[159]
  - Krzysztof Miller – polski fotoreporter[160]
  - Piotr Otto Scholz – polski egiptolog, profesor nadzwyczajny UMCS[161][162]
  - Ailish Sheehan – irlandzka wioślarka[163]
  - James Stacy – amerykański aktor[164]
- 8 września
  - Hannes Arch – austriacki pilot akrobata[165]
  - Johan Botha – południowoafrykański śpiewak operowy (tenor)[166]
  - Prince Buster – jamajski muzyk[167]
  - Hazel Douglas – angielska aktorka[168]
  - Stanisław Michoń – polski zawodnik i trener biegów narciarskich[169]
  - Antonio Nuzzi – włoski duchowny katolicki, arcybiskup[170]
  - Dragiša Pešić – czarnogórski polityk[171]
  - Dorota Radomska – polska aktorka filmowa i teatralna[172]
  - Roman Romanczuk – ukraiński bokser[173]
  - Zygmunt Wnuk – polski botanik, profesor nadzwyczajny Uniwersytetu Rzeszowskiego[174][175]
- 7 września
  - Bobby Chacon – amerykański bokser, zawodowy mistrz świata[176]
  - Ignacy Dybała – polski piłkarz[177]
  - Janisław Osięgłowski – polski pływak i działacz pływacki, publicysta[178]
  - Stanisław Piaszczyński – polski trener podnoszenia ciężarów[179]
  - Norbert Schemansky – amerykański sztangista[180]
- 6 września
  - Cary Blanchard – amerykański baseballista[181]
  - Zbigniew Jańczuk – polski stomatolog[182]
  - Tadeusz Kostia – polski konstruktor szybowcowy[183]
  - Małgorzata Malinowska – polska artystka[184]
  - Lewis Merenstein – amerykański producent muzyczny[185]
  - Jerzy Padewski – polski żużlowiec[186]
  - Andrzej Szymczak – polski piłkarz ręczny, olimpijczyk (1972, 1976)[187]
- 5 września
  - Szear Jaszuw Kohen – izraelski duchowny, główny rabin Hajfy[188][189]
  - Krzysztof Dobrowolski – polski grafik[190]
  - Duane Graveline – amerykański lekarz, astronauta[191]
  - Zofia Helwing – polska działaczka środowisk sybirackich[192]
  - Marcin Jarnuszkiewicz – polski scenograf i reżyser[193]
  - Hugh O’Brian – amerykański aktor filmowy i telewizyjny[194]
  - Phyllis Schlafly – amerykańska konserwatywna aktywistka polityczna, pisarka i publicystka[195]
  - Kazimierz Trznadel – polski specjalista chorób wewnętrznych, prof. zw. dr hab.[196][197]
- 4 września
  - Kazimierz Bandyk – polski działacz samorządowy i nauczyciel, naczelnik oraz burmistrz (1994–1998) Grybowa[198]
  - Adam Bielański – polski chemik[199]
  - David Jenkins – anglikański biskup Durham[200]
  - Klaus Katzur – niemiecki pływak[201]
  - Nowiełła Matwiejewa – rosyjska pieśniarka, pisarka, poetka, scenarzystka, autorka sztuk teatralnych, literaturoznawczyni[202]
- 3 września
  - Claudio Olinto de Carvalho – brazylijski piłkarz[203]
  - Norman Kwong – kanadyjski działacz sportowy, polityk, gubernator porucznik prowincji Alberta[204]
  - Leslie H. Martinson – amerykański reżyser filmowy[205]
  - Michał Serzycki – polski funkcjonariusz publiczny, Generalny Inspektor Ochrony Danych Osobowych[206]
  - Jean-Christophe Yoccoz – francuski matematyk[207]
  - Nora York – amerykańska piosenkarka, kompozytorka, performerka[208]
- 2 września
  - Jerry Heller – amerykański menedżer muzyczny i biznesmen[209]
  - Jerzy Hopfer – polski polityk, poseł na Sejm, samorządowiec, kapitan żeglugi śródlądowej[210]
  - Islom Karimov – uzbecki polityk, prezydent kraju w latach 1991–2016[211]
  - Antonina Sieriedina – radziecka kajakarka, trzykrotna medalistka olimpijska[212]
  - Charles Wilson, australijski rugbysta i działacz sportowy[213]
- 1 września
  - Thomas Doran – amerykański duchowny katolicki, biskup[214]
  - Frederick Drandua – ugandyjski duchowny katolicki, biskup[215]
  - Stanisław Gajewski – polski ekonomista, profesor Uniwersytetu Łódzkiego[216][217]
  - Fred Hellerman – amerykański muzyk folkowy, piosenkarz, gitarzysta i autor tekstów[218]
  - Kacey Jones – amerykańska piosenkarka[219]
  - Edward Kusztal – polski aktor[220]
  - Dawid Mora – polski kickbokser, zawodnik mieszanych sztuk walki (MMA)[221]
  - Józef Pielorz – polski duchowny rzymskokatolicki, misjonarz ze zgromadzenia Oblatów, publicysta[222]
  - Jon Polito – amerykański aktor[223]